# Leknes
Leknes, gelegen op de Lofoten, is een plaats in de Noorse gemeente Vestvågøy, provincie Nordland. Leknes telt 2.697 inwoners (2007) en heeft een oppervlakte van 2,28 km². Sinds 2002 mag de plaats zich stad noemen.

## Verkeer
De E 10 loopt door de stad. Oorspronkelijk liep deze langs de stad, maar de laatste jaren is de stad ten westen van de weg uitgebouwd. Aan de noordkant van de stad ligt het vliegveld dat verbindingen heeft met Bodø en Tromsø.
De haven van de stad Leknes Havn is een van de belangrijkste en meest bezochte havens van Noorwegen voor cruiseschepen.